# Pļaviņas
Pļaviņas è un comune della Lettonia appartenente alla regione storica della Livonia di 6.447 abitanti (dati 2009).

## Località
Il comune è stato istituito nel 2009 ed è formato dalle seguenti località:
- Aiviekste
- Klintaine
- Vietalva
- Pļaviņas